# Château d'Aruküla
Le château d’Aruküla (en allemand : Herrenhaus Aruküla ; en estonien : Aruküla mõis) est un ancien château seigneurial situé à côté du bourg d’Aruküla (anciennement : Aruküla) dans la région d’Harju dans le nord de l’Estonie.